# Mayogo
Le mayogo (madyɵgɵ en mayogo) est une langue ngbaka parlée en République démocratique du Congo.

## Écriture
Un alphabet mayogo a été développé par le Projet de traduction de la Bible et d’alphabétisation en mayogo et SIL International, Groupe Congo de l’Est.
| a | b | bh | d | dh | dy | dj | e  | f   | g  | gb  | h  | i |
| ɨ | k | kp | l | m  | mb | n  | nd | ndj | ng | ngb | nv | o |
| ɵ | p | s  | t | ts | u  | ʉ  | v  | w   | y  | z   |    |   |